# Сховище газу Данденонг
Сховище газу Данденонг — інфраструктурний об'єкт газової промисловості Австралії на південному сході країни.
З кінця 1960-х до Мельбурну почав надходити природний газ по трубопроводу Лонгфорд — Данденонг — Західний Мельбурн. Періодично виникала потреба в покритті пікових навантажень, тому в 1980-му ввели у дію сховище газу в Данденонзі, яке здатне прийняти близько 18 млн м3 ресурсу.
Особливістю сховища стало те, що зберігання газу організували не у підземних об'єктах (виснажених покладах чи кавернах), а в наземних резервуарах у зрідженому вигляді. Як наслідок, майданчик має кріогенне обладнання для зрідження, а також для регазифікації (під час останнього процесу наявний «холод» використовують для зрідження атмосферних газів з метою їх медичного чи промислового використання).
Сховище має добову потужність на відбір на рівні 6,3 млн м3 (при багаторазово меншому показнику по закачуванню).